# A vonat (film, 1964)
A vonat (The Train) 1964-ben bemutatott háborús film John Frankenheimer rendezésében.

## Cselekmény
1944-ben Párizsi német megszállása a végéhez közeledik. A német csapatok a Louvre festményeit, a „franciák büszkeségeit” ládákba csomagolják, hogy vasúton Németországba szállítsák őket. A múzeum kurátora megkéri Paul Labiche vasutast (Burt Lancaster), az Ellenállás egyik vezetőjét, hogy próbálja megakadályozni a vonat indulását. A kurátor számára a műkincsek fontosabbak, mint az emberéletek. Labiche először visszautasítja, mert félti emberei életét.
Von Waldheim német ezredes művelt ember, a művészetről hasonló a véleménye, mint a kurátornak. Az ezredes kapja a parancsot a múzeum festményeinek becsomagolására és útnak indítására. A kurátor tiltakozása ellenére megkezdődik a ládákba csomagolás és rakodás. A párizsi német főparancsnokságtól Waldheim engedélyt kér, hogy a „franciák büszkeségeivel” megrakott vonat kapjon kifutási elsőbbséget a katonai utánpótlást szállító vonatok előtt. Hosszú győzködés után megkapja az engedélyt, másnap a megrakott szerelvény indulásra kész. Labiche egy idős mozdonyvezetőt, Boule papát jelöli ki, hogy vigye a vonatot és próbálja megállítani.
Boule papa elvállalja. Egyszerű és régi trükköt alkalmaz, egy pénzérmét betesz a rudazat egyik olajozó szelepébe, majd a fedelét rácsavarozza, hogy elzárja az olaj útját. A vonat kifut Párizsból. A következő állomáson éppen a hadtáp vonat mozdonyát cserélték le egy páncélozott gőzmozdonyra. A túlnyomás miatt ki kellett eresztenie a gőzt a mozdonynak, de ezt akkor tette meg, amikor a katonák elmentek a mozdony mellett. Ez persze az összeesküvés része volt.
Az esetet látva a váltókezelő toronyban az ügyeletes tiszt elejtette a pipáját és az a váltókezelő kar alá szorult. Miután a balesetet tisztázták, a földön újra nekiálltak a mozdonycserének. Ám a váltót nem lehetett átváltani a beszorult pipa miatt. A műveletet megszakította a bombázást jelző sziréna, ugyanis a szövetségesek pontban 9-kor szőnyegbombázást végeztek az állomáson. Ekkor Boule papa mozdonyának a sípja visított fel. Paul Labiche ráugrik Boul papa mozdonyára, és figyelmezteti, hogy nem tud kimenni mert a kijárat le van zárva. Boule papa lerúgja a mozdonyról és utána kiált, hogy nyissa ki. Paul Labiche átállítja a váltót és a vonat szabadon megy a következő állomásig.

## Főszereplők
| Szerep               | Színész         | Magyar hang (1. szinkron) | Magyar hang (2. szinkron) | Magyar hang (3. szinkron) |
| -------------------- | --------------- | ------------------------- | ------------------------- | ------------------------- |
| Paul Labiche         | Burt Lancaster  | Benkő Gyula               | Barbinek Péter            | Bolla Róbert              |
| Von Waldheim ezredes | Paul Scofield   | Somogyvári Rudolf         | Mécs Károly               | Berzsenyi Zoltán          |
| Christine            | Jeanne Moreau   | Dallos Szilvia            | Fehér Anna                | Orosz Helga               |
| Villard kisasszony   | Suzanne Flon    | Gyimesi Pálma             | Zsurzs Kati               | Molnár Zsuzsa             |
| Boule papa           | Michel Simon    | Kiss Ferenc               | Gruber Hugó               | Uri István                |
| Herren százados      | Wolfgang Preiss | Sinkovits Imre[forrás?]   | Haás Vander Péter         | Tarján Péter              |
| Didont               | Albert Rémy     | Koroknay Géza[forrás?]    | Kapácsy Miklós            | Kapácsy Miklós            |
| Pesquet              | Charles Millot  | Kálmán György[forrás?]    | Németh Gábor              | Szerémi Zoltán            |
| Von Lubitz           | Richard Münch   | N/A                       | Szokolay Ottó             | Barbinek Péter            |
| Jacques              | Jacques Marin   | Vass Gábor[forrás?]       | Csuja Imre                | Szerémi Zoltán            |
| Dietrich             | Howard Vernon   | Szersén Gyula[forrás?]    | Cs. Németh Lajos          | N/A                       |